# Graafschap Bar
Het graafschap Bar in Noord-Frankrijk bestond van 960 tot het in 1354 verheven werd tot het hertogdom Bar. Het behoorde tot het Heilige Roomse Rijk. Later, als Franse provincie, werd het ook de Barrois genoemd. Het gebied rond het stadje Bar-le-Duc maakt sinds de Franse Revolutie deel uit van het departement Meuse.

## Lotharingen
De gouw, waaruit zich later het graafschap Bar vormde, stond sinds de splitsing van Lotharingen in 959 onder de heerschappij van de hertogen van Opper-Lotharingen. De burcht Bar werd omstreeks 960 door hertog Frederik I in het grensgebied van Lotharingen en Champagne opgericht. Het gebied lag als een driehoek tussen de drie graaf-bisdommen van de Trois-Evêchés: Metz, Verdun en Toul. Vooral met de bisschoppen van Toul kwam het tot disputen over grondgebied.
Toen het hertogelijk huis van Opper-Lotharingen in 1033 met Frederik III uitstierf, kwam Bar niet aan de nieuwe hertog Gozelo I, maar aan Sophie, een zuster van Frederik III, die gehuwd was met Lodewijk van Mousson. De graven van Mousson veranderden hun naam in Bar omwille van het kasteel van Bar. De nakomelingen van Lodewijk en Sophie regeerden over het graafschap tot 1430.

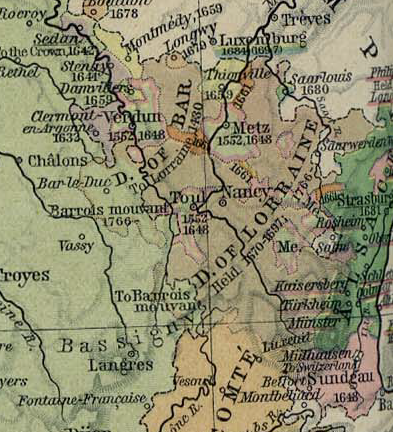

Het rijke graafschap Bar was een rivaal van het op kleine leest geschoeide hertogdom Lotharingen. Centra van de grafelijke macht waren: Bar-le-Duc, Gondrecourt, de voogdij St-Michiel, Amance, Mousson aan de Moezel en ten slotte het uitgebreide bezit rond Briey met Thionville.

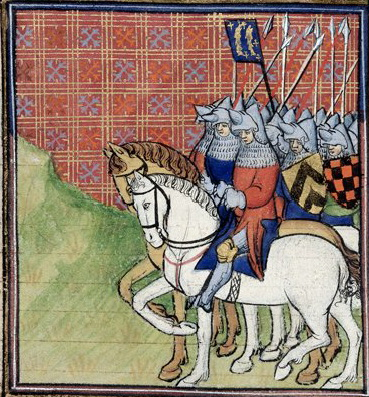
Hendrik III van Bar, 14e eeuw

Toen de Franse koning Filips IV de Schone het naburige graafschap Champagne in 1284 in bezit kreeg, via huwelijk, ontstond er al snel een conflict rond het beschermingrecht over de abdij van Beaulieu. Graaf Hendrik III verbond zich met koning Eduard I van Engeland en fungeerde als rijksvicaris van koning Adolf I van Nassau in het Lotharingse grensgebied. Na de beëindiging van de oorlog tussen Engeland en Frankrijk moest graaf Hendrik III zich in 1301 onderwerpen en zijn oostelijke gebieden, op de linker Maasoever, als leen nemen: de Nouvelle Reprise, later Barrois mouvant, volgens het verdrag van Brugge. Het graafschap Bar had voortaan dus een Frans deel en een Duits deel.
Sindsdien oriënteerden de graven evenwel hun politiek op Frankrijk. Er waren nauwelijks dynastieke banden met andere vorstendommen in het Rooms-Duitse Rijk. De 3 graafbisdommen rond het graafschap Bar waren vrije Rijkssteden van het Rooms-Duitse Rijk; eigendommen van deze bisschoppen binnen Bar maakten de grenssituatie van het graafschap Bar alleen maar complexer.
Door de minderjarigheid van graaf Eduard I (1302-1337) maakte het graafschap een moeilijke periode door. De jonge graaf werd aan het Franse hof opgevoed en werd in 1320 uitgehuwelijkt aan Maria van Bourgondië. Hij overleed als kruisvaarder op Cyprus.
De vroeg overleden graaf Hendrik IV (1337-1344), die gehuwd was met Jolanda van Vlaanderen, liet twee zonen na: Eduard II overleed vroeg en de grafelijke waardigheid viel toe aan Robert I (overleden in 1411). Jolanda oefende meer dan tien jaar het regentschap uit en voerde een expansieve en oorlogszuchtige politiek.
Op 13 maart 1354 verhief keizer Karel IV zijn graafschap Luxemburg tot hertogdom. Op dezelfde dag werden de delen van het graafschap Bar die nog onder het Heilige Roomse Rijk vielen tot markgraafschap Pont-à-Mousson verheven. Daardoor werden de graven van Bar als heer van de stad Pont-à-Mousson rijksvorst. Dit alles veranderde echter niets aan de pro-Franse politiek van de graven. Nog in hetzelfde jaar 1354 nam Jolanda voor haar zoon de titel hertog van Bar aan, waardoor de graaf gelijk in rang werd aan een pair van Frankrijk.